# 亨利-皮埃爾·羅謝
亨利-皮埃爾·羅謝（Henri-Pierre Roché，1879年5月28日—1959年4月9日）是一位法國作家，對於巴黎藝術和達達運動影響深遠。
亨利-皮埃爾·羅謝出版兩本小說：《祖与占：夏日之戀》（1953）、《兩個英國女孩》（1956）。他的第二部小說《兩個英國女孩》靈感來自於他的生活。
羅氏出生於法國巴黎。1898年，他是朱利安學院（Académie Julian）學生。